# Isak Hien
Isak Malcolm Kwaku Hien (* 13. ledna 1999) je švédský profesionální fotbalista, který hraje na pozici středního nebo pravého obránce za italský klub Atalanta BC a švédský národní tým.

## Klubová kariéra

### Mládežnická kariéra
Hien hrál mládežnický fotbal za AIK Stockholm, kde hrál po boku budoucích profesionálních hráčů Alexandera Isaka a Leopolda Wahlstedta. V roce 2016 podepsal smlouvu s klubem Vasalunds IF, se kterým v roce 2017 debutoval v Division 1 Norra. Až do svých 21 let působil hlavně jako útočník, ale nechal se přesvědčit, aby přešel na pozici středního obránce, a na této nové pozici se mu také dařilo.

### Djurgårdens IF
V roce 2021 podepsal smlouvu s Djurgårdens IF, než se během roku 2021 vrátil na hostování do Vasalundu. Během roku 2022 odehrál Hien v Allsvenskan 17 zápasů a vstřelil dva góly, než podepsal smlouvu s týmem Serie A Hellas Verona.

### Hellas Verona
Dne 27. srpna 2022 se Hien připojil ke klubu Hellas Verona FC a podepsal s ním čtyřletou smlouvu.

### Atalanta
Dne 2. ledna 2024 se Hien připojil k dalšímu týmu Serie A Atalanta BC, kde podepsal smlouvu do června 2028. Přestup si vyžádal údajnou částku 9 milionů eur.

## Reprezentační kariéra
Dne 14. září 2022 byl Hien poprvé vybrán do švédského národního týmu před zápasy Ligy národů UEFA 2022/23 proti Srbsku a Slovinsku. Dne 24. září 2022 debutoval na mezinárodní scéně při prohře 1:4 se Srbskem, kde odehrál celých 90 minut na pozici středního obránce po boku kapitána národního týmu Victora Lindelöfa.

## Osobní život
Hienova matka je Švédka, zatímco jeho otec se narodil v Ghaně rodičům z Burkiny Faso.

## Statistiky

### Klubové
Platí k zápasu hranému 14. března 2024.
| Klub                     | Sezóna            | Liga                      | Liga   | Liga | Národní pohár | Národní pohár | Kontinentální | Kontinentální | Ostatní | Ostatní | Celkově | Celkově |
| Klub                     | Sezóna            | Soutěž                    | Zápasy | Góly | Zápasy        | Góly          | Zápasy        | Góly          | Zápasy  | Góly    | Zápasy  | Góly    |
| ------------------------ | ----------------- | ------------------------- | ------ | ---- | ------------- | ------------- | ------------- | ------------- | ------- | ------- | ------- | ------- |
| Vasalunds IF             | 2017              | Division 1 Norra          | 17     | 0    | 3             | 0             | —             | —             | —       | —       | 20      | 0       |
| Vasalunds IF             | 2018              | Division 2 Norra Svealand | 15     | 1    | 1             | 0             | —             | —             | —       | —       | 16      | 1       |
| Vasalunds IF             | 2019              | Division 1 Norra          | 22     | 2    | 2             | 0             | —             | —             | —       | —       | 24      | 2       |
| Vasalunds IF             | 2020              | Ettan Norra               | 26     | 1    | 1             | 0             | —             | —             | —       | —       | 27      | 1       |
| Vasalunds IF             | Celkově           | Celkově                   | 80     | 4    | 7             | 0             | —             | —             | —       | —       | 87      | 4       |
| Djurgårdens IF           | 2021              | Allsvenskan               | 5      | 0    | 1             | 0             | —             | —             | —       | —       | 6       | 0       |
| Djurgårdens IF           | 2022              | Allsvenskan               | 17     | 2    | 4             | 0             | 6             | 1             | —       | —       | 27      | 3       |
| Djurgårdens IF           | Celkově           | Celkově                   | 22     | 2    | 5             | 0             | 6             | 1             | —       | —       | 33      | 3       |
| Vasalunds IF (hostování) | 2021              | Superettan                | 12     | 0    | —             | —             | —             | —             | —       | —       | 12      | 0       |
| Hellas Verona            | 2022/23           | Serie A                   | 32     | 0    | 0             | 0             | —             | —             | 1       | 0       | 32      | 0       |
| Hellas Verona            | 2023/24           | Serie A                   | 10     | 0    | 1             | 0             | —             | —             | —       | —       | 11      | 0       |
| Hellas Verona            | Celkově           | Celkově                   | 42     | 0    | 1             | 0             | —             | —             | 1       | 0       | 44      | 0       |
| Atalanta                 | 2023/24           | Serie A                   | 7      | 0    | 1             | 0             | 2             | 0             | —       | —       | 10      | 0       |
| Celkově v kariéře        | Celkově v kariéře | Celkově v kariéře         | 163    | 6    | 14            | 0             | 8             | 1             | 1       | 0       | 186     | 7       |

### Reprezentační
Platí k zápasu hranému 21. března 2024.
| Národní tým | Rok     | Zápasy | Góly |
| ----------- | ------- | ------ | ---- |
| Švédsko     | 2022    | 4      | 0    |
| Švédsko     | 2023    | 4      | 0    |
| Švédsko     | 2024    | 1      | 0    |
| Celkově     | Celkově | 9      | 0    |